# Achillea chamaemelifolia
Achillée à feuilles de Camomille
Espèce
Classification phylogénétique
L'Achillée à feuilles de Camomille (Achillea chamaemelifolia) est une espèce de plantes herbacées vivace de la famille des Astéracées (Composées).

## Description
Sa souche est rameuse, haute de 20 à 40 cm, dressée, aux feuilles pétiolées aux contours lancéolés.
Sa floraison a lieu de juin à juillet.

## Habitat
Achillea chamaemelifolia est endémique de la partie orientale des Pyrénées : Espagne et France (uniquement dans les départements de l'Ariège et des Pyrénées-Orientales).
Elle pousse dans les fissures de rochers siliceux, aux étages collinéen à subalpin.

## Statut
L'espèce est menacée.[réf. nécessaire]